# Johnny Panic and the Bible of Dreams

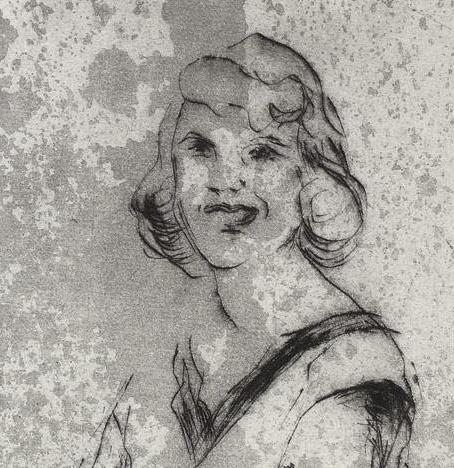
Grabado de Sylvia Plath, realizado en Tel Aviv (Israel) por Vicile.

Johnny Panic and the Bible of Dreams —en español: «Johnny Panic y la Biblia de sueños»— es una colección póstuma de cuentos escritos por la fallecida poeta estadounidense Sylvia Plath (1932-1963). Fue publicado inicialmente en 1977 como una colección de treinta y un historias cortas, incluyendo la que le da título al libro.
Como muchas de las obras de Sylvia Plath fueron descubiertas con el paso de los años, una segunda edición fue publicada con una variedad de nuevas historias divididas en cuatro partes. Algunos de los nuevos relatos que incluye, se consideran muy personales de la poetisa. Su viudo, Ted Hughes (1930-1998), manejó la publicación y distribución de todas las obras sin publicar de ella, incluyendo esta colección.
- Datos: Q2878686